# Fin'n Catty
Pour les articles homonymes, voir Catty (homonymie).
Pour plus de détails, voir Fiche technique et Distribution.
Fin'n Catty est un dessin animé américain de la série Merrie Melodies, réalisé par Chuck Jones sur un scénario de Michael Maltese, et sorti en 1943. 

## Fiche
- Réalisation : Chuck Jones
- Scénario : Michael Maltese
- Production : Leon Schlesinger Studios
- Musique originale : Carl W. Stalling
- Montage et technicien du son : Treg Brown (non crédité)
- Durée : 6 minutes
- Pays : États-Unis
- Langue : anglais
- Distribution : 1943 : Warner Bros. Pictures
- Format : 1,37 :1 Technicolor Mono
- Date de sortie : 
  - États-Unis : 25 octobre 1943

## Voix
- Robert C. Bruce : narrateur

## Animateurs
- Robert Cannon
- Virgil Ross (non crédité)
- Charles McKimson (non crédité)
- John Didrik Johnsen (décors) (non crédité)

## Musique
- Carl W. Stalling, directeur de la musique
- Milt Franklyn, orchestration (non crédité)